# Igarapé Tarumã-Mirim
Igarapé Tarumã-Mirim är ett vattendrag i Brasilien.   Det ligger i delstaten Amazonas, i den centrala delen av landet, 1 900 km nordväst om huvudstaden Brasília.
I omgivningarna runt Igarapé Tarumã-Mirim växer i huvudsak städsegrön lövskog. Runt Igarapé Tarumã-Mirim är det ganska tätbefolkat, med 144 invånare per kvadratkilometer.